# ميجر ونايت
ميجر ونايت (بالإنجليزية: Major Knight)‏ هو سياسي أمريكي، ولد في 17 مارس 1812، وتوفي في 1891. انتخب عضو مجلس نواب مين.